# Pandemia de gripe A de 2009 na Europa
A pandemia de gripe A de 2009 na Europa se iniciou em 26 de abril do mesmo ano quando a Espanha foi o primeiro país afetado.
A pandemia afetou, até o dia 29 de abril de 2010 (data da última atualização), 44 dos 45 países europeus, dos quais 38 confirmaram mortes. De todos os países europeus, o único que não confirmou nenhum caso foi a Cidade do Vaticano.

## Países europeus com casos confirmados

### Albânia
O vírus da influenza A (H1N1) entrou na Albânia em 20 de julho de 2009. Este foi o 39º país a registrar casos de gripe A no continente europeu.
Até 29 de abril de 2010 (data da última atualização), a Albânia confirmou 426 casos e 12 mortes pela gripe A (H1N1).

### Alemanha
O vírus da influenza A (H1N1) entrou na Alemanha em 29 de abril de 2009. Este foi o terceiro país a registrar casos de gripe A no continente europeu.
As autoridades sanitárias alemãs confirmaram o primeiro caso de gripe suína no estado de Baviera o 29 de abril. O contágio foi confirmado pelo Instituto Robert Koch de Berlim. Ao longo do dia confirmaram-se outros dois casos, aumentando o número de afetados a três. Já para o dia 1º de maio, confirma-se o quarto caso: o de uma enfermeira de Baviera, que se contagiou após atender a um paciente portador do vírus. Este caso converte-se no primeiro contagiado de pessoa a pessoa na Alemanha. Foi este caso que pôs em alerta aos organismos de saúde na Alemanha, pois se poderia pensar que a enfermeira não estava totalmente protegida contra o vírus.
A primeira morte pela gripe A na Alemanha foi registrada em 25 de setembro de 2009, quando uma mulher de 36 anos morreu num hospital de Frankfurt am Main ao ter várias complicações que lhe ocasionaram a morte.
Até 29 de abril de 2010 (data da última atualização), a Alemanha registrou 222.360 casos e 254 mortes pela gripe A (H1N1).

### Andorra
O vírus da influenza A (H1N1) entrou em Andorra em 11 de julho de 2009. Este foi o 38º país a registrar casos de gripe A no continente europeu.
O Ministério da Saúde, Bem-estar e Trabalho Andorrano criou um site onde todas as segundas-feiras emitem-se comunicados semanais, informando sobre casos novos (suspeitos e confirmados) de gripe A (H1N1) no país.
A primeira pessoa contagiada de Andorra foi uma mulher de 22 anos, cujos análises se realizaram no Hospital Clínic de Barcelona (Espanha), e que recebeu tratamento médico em regime de isolamento domiciliário. O seguinte caso se confirmou num homem de 28 anos em 21 de julho e três dias depois, uma mulher de 23 anos foi a primeira pessoa internada num hospital por causa da gripe A. No dia 1 de agosto, um turista francês de 40 anos, que tinha visitado a sua família, foi trasladado até França para receber tratamento médico. No dia 25 de agosto se confirmou o quarto caso em um homem de 22 anos, e no 28 de agosto o quinto caso em uma mulher de 28 anos.
Até 29 de abril de 2010 (data da última atualização), Andorra confirmou 10 casos de gripe A (H1N1).

### Áustria
O vírus da influenza A (H1N1) entrou na Áustria em 29 de abril de 2009. Este foi o 4º país a registrar casos de gripe A no continente europeu.
Vários casos suspeitos na Áustria resultaram ser negativos, enquanto que em 29 de abril um exame deu positivo. O infectado estava em Viena, e era procedente da Guatemala. Portanto, a Áustria é o nono país afectado por um caso confirmado da gripe A (H1N1) no mundo inteiro.
Até o dia 29 de abril de 2010 (data da última atualização), a Áustria confirmou 964 casos e 39 mortes pela gripe A (H1N1).

### Bélgica
O vírus da influenza A (H1N1) entrou na Bélgica em 13 de maio de 2009. Este foi o 16º país a registrar casos de gripe A no continente europeu.
O Ministério do Interior belga anunciou o primeiro caso da gripe A (H1N1) em 13 de maio de 2009. A pessoa infectada era um homem de 28 anos, morador de Gante que viajou aos Estados Unidos. Depois uma segunda pessoa deu positivo ao exame da gripe A em 14 de maio de 2009.
Até 29 de abril de 2010 (data da última atualização), a Bélgica registrou 76.973 casos e 19 mortes pela gripe A (H1N1).

### Bielorrússia
O vírus da influenza A (H1N1) entrou na Bielorrússia em 19 de agosto de 2009. Este foi o 43º país a registrar casos de gripe A no continente europeu.
Até 29 de abril de 2010 (data da última atualização), a Bielorrússia confirmou 102 casos e 88 mortes pela gripe A (H1N1).

### Bósnia e Herzegovina
O vírus da influenza A (H1N1) entrou na Bósnia e Herzegovina em 29 de junho de 2009. Este foi o 34º país a registrar casos de gripe A no continente europeu.
Até 29 de abril de 2010 (data da última atualização), a Bósnia e Herzegovina confirmou 714 casos e 13 mortes pela gripe A (H1N1).

### Bulgária
O vírus da influenza A (H1N1) entrou na Bulgária em 1 de junho de 2009. Este foi o 25º país a registrar casos de gripe A no continente europeu.
A primeira pessoa afetada desenvolveu problemas respiratórios, tosse e febre alta em 29 de maio. Mas somente em 1 de junho foi confimado que esta pessoa era portadora do vírus.
Até 29 de abril de 2010 (data da última atualização), a Bulgária registrou 766 casos e 40 mortes pela gripe A (H1N1).

### Croácia
O vírus da influenza A (H1N1) entrou na Croácia em 3 de julho de 2009. Este foi o 36º país a registrar casos de gripe A no continente europeu.
No dia 29 de abril se anunciava que um viageiro de 22 anos proveniente da Flórida, Estados Unidos, tinha sido submetido a quarentena em Osijek sob suspeitas de ser portador da gripe A. Mas nesse mesmo dia o diretor da agência de epidemiologia de enfermidades infecciosas, Dr. Ira Gjenero Margan, declarou que os resultados dos exames eram negativos "com um 99% de certeza".
No dia 30 de abril, um menino foi submetido a quarentena em Zagreb, mas os resultados foram negativos.
No dia 15 de junho, o ministro da saúde, Darko Milinovic, confirmava o primeiro caso da gripe A (H1N1) na Croácia; mas poucas horas depois ele disse que o laboratório em Londres tinha confundido as amostras e, portanto, tinha dado um resultado positivo falso (querendo dizer que naquele momento não havia infectados na Croácia).
Mas o primeiro caso confirmado em laboratório se confirmou em 3 de julho. A paciente era uma mulher de 60 anos que veio da Austrália.
Até 29 de abril de 2010 (data da última atualização), a Croácia registrou 526 casos e 26 mortes pela gripe A (H1N1).

### Dinamarca
O vírus da influenza A (H1N1) entrou na Dinamarca em 1 de maio de 2009. Este foi o 8º país a registrar casos de gripe A no continente europeu.
O Ministério de Saúde do país confirmou em 1 de Maio o primeiro caso de gripe A (H1N1), que tornou-se o primeiro a ser registrado em toda a Escandinávia.
No dia 11 de junho, um total de 11 casos foram confirmados, entre eles um menino de seis anos.
No dia 29 de junho, foi anunciado o primeiro caso de resistência antibiótica ao medicamento Oseltamivir (Tamiflu) a nível mundial.
Até 29 de abril de 2010 (data da última atualização), a Dinamarca registrou 651 casos e 33 mortes pela gripe A (H1N1).

### Eslováquia
O vírus da influenza A (H1N1) entrou na Eslováquia em 28 de maio de 2009. Este foi o 22º país a registrar casos de gripe A no continente europeu.
Até 29 de abril de 2010 (data da última atualização), a Eslováquia confirmou 955 casos e 56 mortes pela gripe A (H1N1).

### Eslovênia
O vírus da influenza A (H1N1) entrou na Eslovênia em 19 de junho de 2009. Este foi o 29º país a registrar casos de gripe A no continente europeu.
O primeiro caso confirmado foi confirmado em 19 de junho; uma mulher que voou de Nova Iorque até Veneza, e que depois dirigiu seu carro até a Eslovênia. O Instituto da Saúde Pública da República da Eslovênia criou um site com informação sobre a gripe A (H1N1). Este site é atualizado diaramente. Desde o dia 16 de julho de 2009, havia 35 pessoas com o vírus, e 251 que deram resultado negativo aos exames.
Até 29 de abril de 2010 (data da última atualização), a Eslovênia registrou 990 casos e 19 mortes pela gripe A (H1N1).

### Espanha
O vírus da influenza A (H1N1) entrou na Espanha em 26 de abril de 2009. Este foi o primeiro país a registrar casos de gripe A no continente europeu.
No dia 27 de abril de 2009, o Ministério da Saúde e Política Social anunciou que um homem em Almansa, na Mancha, contraiu a enfermidade. O homem, de 23 anos de idade, tinha voltado do México em 22 de abril, e tinha sido posto em quarentena em 25. Este foi o primeiro caso confirmado na Espanha e na Europa.
No dia 29 de junho de 2009, morre a primeira pessoa contagiada pelo vírus H1N1: uma jovem de 20 anos que faleceu após dar a luz. Este foi o primeiro caso mortal na Espanha.
Até 29 de abril de 2010 (data da última atualização), a Espanha confirmou 155.051 casos e 300 mortes pela gripe A (H1N1).

### Estônia
O vírus da influenza A (H1N1) entrou na Estônia em 29 de maio de 2009. Este foi o 24º país a registrar casos de gripe A no continente europeu.
O primeiro caso confirmado em 29 de maio foi um homem de 29 anos que voltou dos Estados Unidos.
No dia 3 de junho, dois novos casos foram confirmados.
Em 7 de junho o 4º caso foi confirmado em um paciente que também voltou dos Estados Unidos em 4 de junho.
Até 29 de abril de 2010 (data da última atualização), a Estônia confirmou 738 casos e 21 mortes pela gripe A (H1N1).

### Finlândia
O vírus da influenza A (H1N1) entrou na Finlândia em 11 de maio de 2009. Este foi o 15º país a registrar casos de gripe A no continente europeu.
A tensão da pandemia de gripe A (H1N1) foi adicionada à listagem oficial de doenças infecciosas perigosas ao público ("yleisvaarallinen tartuntatauti"), que garante o tratamiento gratuito a todos os residentes finlandeses, incluindo a quarentena, a partir do dia 1 de maio de 2009.
Os dois primeiros casos de gripe A na Finlândia foram confirmados em 11 de maio de 2009 na área metropolitana de Helsinque. Eles estavam juntos no México, e voltaram à Finlândia a través de Amesterdão em 6 de maio de 2009.
Até 29 de abril de 2010 (data da última atualização), a Finlândia confirmou 6.122 casos e 44 mortes pela gripe A (H1N1).

### França
O vírus da influenza A (H1N1) entrou na França em 29 de abril de 2009. Este foi o 9º país a registrar casos de gripe A no continente europeu.
Segundo a ministra de Saúde da França, Roselyne Bachelot, confirmou-se na sexta-feira 1 de maio a existência de dois casos de gripe A (H1N1) no país, correspondentes a duas pessoas hospitalizadas na região de Paris. Tratava-se de um homem de 49 anos, e de uma jovem de 24. As duas pessoas que se contagiaram com a gripe tinham estado recentemente no México e, portanto, a contaminação "não se produziu em território francês", disse Bachelot.  Ambas pessoas foram tratadas com antivirais e evolucionaram favoravelmente.
No Aeroporto de Paris-Orly, os encarregados da equipagem negaram-se a recolher malas que provinham do México e da Espanha por medo da epidemia da influenza. Além disso, o presidente Sarkozy pediu ao congresso europeu suspender todos os voos comerciais ao México.
No dia 29 de julho foi confirmada a primeira morte no território francês correspondente a uma adolescente de 14 anos por causa do vírus da influenza A (H1N1) em Brest, Bretanha.
Até 29 de abril de 2010 (data da última atualização), a França confirmou 5.000 de casos e 344 mortes pela gripe A (H1N1).

### Gibraltar
O vírus da influenza A (H1N1) entrou em Gibraltar em 24 de julho de 2009. Este foi o terceiro território (dependência) a registrar casos de gripe A no continente europeu.
Até 29 de abril de 2010 (data da última atualização), Gibraltar confirmou 62 casos de gripe A (H1N1).

### Grécia
O vírus da influenza A (H1N1) entrou na Grécia em 18 de maio de 2009. Este foi o 17º país a registrar casos de gripe A no continente europeu.
Em 18 de maio de 2009, as autoridades confirmaram o primeiro caso de gripe A em um grego de 19 anos, quem estuda em Nova Iorque. As autoridades ficaram contactadas com muitos dos passageiros que estavam sentados perto do paciente no avião, e estudaram os sintomas suspeitos. Depois, a Grécia adquiriu antivirais suficientes para abastecer ao 12% da população (pelo menos 10% é a quantidade proposta pelas autoridades da União Europeia). O infectado de 19 anos de idade está agora fora do hospital, e nenhum dos passageiros do voo está infectado.
Até 29 de abril de 2010 (data da última atualização), a Grécia confirmou 17.977 casos e 143 mortes pela gripe A (H1N1).

### Hungria
O vírus da influenza A (H1N1) entrou na Hungria em 29 de maio de 2009. Este foi o 23º país a registrar casos de gripe A no continente europeu.
No dia 29 de abril reportaram-se seis casos suspeitos na Hungria. Nenhum deles confirmou-se como portador da gripe A (H1N1). Foram enviadas as amostras do vírus aos Estados Unidos, as quais permitirão o início da produção de vacinas.
Um mês depois (29 de maio) confirmava-se um novo caso. A pessoa infectada era um homem brasileiro que se recuperou e logo após abandonou o país.
A Hungria, em 22 de julho, converteu-se no terceiro país europeu em confirmar falecimentos causados pela gripe A (H1N1).
Até 29 de abril de 2010 (data da última atualização), a Hungria registrou 283 casos e 134 mortes pela gripe A (H1N1).

### Ilha de Man
O vírus da influenza A (H1N1) entrou na Ilha de Man em 12 de junho de 2009. Este foi o primeiro território (dependência) a registrar casos de gripe A no continente europeu.
Até 29 de abril de 2010 (data da última atualização), a Ilha de Man confirmou 75 casos de gripe A (H1N1).

### Irlanda
O vírus da influenza A (H1N1) entrou na Irlanda em 30 de abril de 2009. Este foi o 7º país a registrar casos de gripe A no continente europeu.
No dia 2 de maio de 2009, o Departamento de Saúde (HSE) anunciou oficialmente o primeiro caso na Irlanda: um morador de Dublim, quem antes tinha viajado ao México.
Entre o 25 e o 31 de maio, mais de três casos foram confirmados.
No dia 2 de junho, 3 novos casos foram confirmados pelo HSE num grupo de pessoas que voltaram de Nova Iorque, elevando o número total de casos para 7.
No dia 19 de junho, um caso de gripe A foi descoberto em um menino de sete anos que frequentava a uma escola de ensino fundamental, e que esteve no exterior. 28 crianças da escola foram tratadas com o medicamento Tamiflu. O número total de casos desde essa data era de 18.
No dia 21 de junho um menino voltava dos Estados Unidos e apresentava sintomas parecidos aos de uma gripe comum, a qual foi tratada no Hospital Geral de Tralee, Kerry. Mas logo após, o exame feito ao menino deu resultado negativo à gripe A (H1N1).
12 novos casos da gripe A foram confirmados, somando no total 63 casos na Irlanda. Já para o dia 10 de julho de 2009, o número total de contagiados superava aos 100. Suspeita-se que 9 destes casos foram transmitidos internamente (dentro do país).
Até 29 de abril de 2010 (data da última atualização), a Irlanda confirmou 3.189 casos e 25 mortes pela gripe A (H1N1).

### Islândia
O vírus da influenza A (H1N1) entrou na Islândia em 23 de maio de 2009. Este foi o 19º país a registrar casos de gripe A no continente europeu.
O primeiro caso foi reportado em 23 de maio de 2009. A pessoa infectada veio ao país desde Nova Iorque e mareou-se (sentiu náuseas) pouco depois de que chegou a Islândia. O segundo caso foi anunciado em 9 de junho: um homem do Distrito da Capital que também tinha chegado dos Estados Unidos.
A Islândia advertiu à população que viaja ao México e aos Estados Unidos que tenha cuidado, e que fique em contato com um médico se apresenta algum sintoma da gripe A. Mas em 28 de abril aconselhou-se aos habitantes da ilha islandesa a não viajarem ao México (só se não for muito urgente).
No dia 28 de abril anunciava-se que todos os passageiros que chegassem dos Estados Unidos ou do México seriam supervisionados e submetidos a um revisto (ainda se os mínimos sintomas da gripe fossem descobertos).
Até 29 de abril de 2010 (data da última atualização), a Islândia confirmou 8.650 casos e duas mortes pela gripe A (H1N1).

### Itália
O vírus da influenza A (H1N1) entrou na Itália em 2 de maio de 2009. Este foi o 10º país a registrar casos de gripe A no continente europeu.
Uma mulher que voltou de San Diego foi hospitalizada na cidade de Veneza por ter sintomas de gripe A.
No dia 2 de maio, a Reuters confirmou que a Itália tinha um caso de gripe A. Foi registrado em um homem de 50 anos em Massa, depois de voltar da Cidade do México. Mas como ele tinha sintomas muito leves (dores e tosse, mas sem apresentar sintomas de febre), recuperou-se muito bem.
A Itália anunciou em 4 de maio nove casos do vírus H1N1, que, segundo a Saúde Pública desse país, provinha de viageiros procedentes do México e dos Estados Unidos.
Até 29 de abril de 2010 (data da última atualização), a Itália confirmou 3.333 casos e 243 mortes pela gripe A (H1N1).

### Jersey
O vírus da influenza A (H1N1) entrou em Jersey em 18 de junho de 2009. Este foi o segundo território (dependência) a registrar casos de gripe A no continente europeu.
Até 29 de abril de 2010 (data da última atualização), Jersey confirmou 702 casos de gripe A (H1N1).

### Kosovo
O vírus da influenza A (H1N1) entrou em Kosovo em 27 de julho de 2009. Este foi o 40º país a registrar casos de gripe A no continente europeu.
Até 29 de abril de 2010 (data da última atualização), Kosovo confirmou 98 casos e 14 mortes pela gripe A (H1N1).

### Letônia
O vírus da influenza A (H1N1) entrou na Letónia em 23 de junho de 2009. Este foi o 31º país a registrar casos de gripe A no continente europeu.
No dia 21 de junho, uma mulher que voltou da América do Norte foi hospitalizada. Os sintomas foram detectados quando ela ainda estava no avião. Foi confirmado depois que ela tinha a gripe A.
A finais de junho, um grupo de estudantes americanos viajavam pelos países bálticos. Desde o dia 26 de junho, cinco deles foram confirmados como portadores da gripe A (H1N1). Os cinco estudantes ficaram em Tallinn, Estônia, mas o outro grupo continuou as suas viagens e recebeu o tratamento adequado.
Até 29 de abril de 2010 (data da última atualização), a Letônia confirmou 1.253 casos e 34 mortes pela gripe A (H1N1).

### Liechtenstein
O vírus da influenza A (H1N1) entrou em Liechtenstein em 6 de agosto de 2009. Este foi o 42º país a registrar casos de gripe A no continente europeu.
Até 29 de abril de 2010 (data da última atualização), Liechtenstein confirmou 5 casos de gripe A (H1N1).

### Lituânia
O vírus da influenza A (H1N1) entrou na Lituânia em 26 de junho de 2009. Este foi o 33º país a registrar casos de gripe A no continente europeu.
No dia 26 de junho se confirmou o primeiro caso de gripe A do país (diagnosticado pelo Centro de AIDS Lituano). Desde o dia 11 de julho, havia 5 casos confirmados e 25 casos suspeitos.
Até 29 de abril de 2010 (data da última atualização), a Lituânia confirmou 68 casos e 23 mortes pela gripe A (H1N1).

### Luxemburgo
O vírus da influenza A (H1N1) entrou no Luxemburgo em 2 de junho de 2009. Este foi o 26º país a registrar casos de gripe A no continente europeu.
Até 29 de abril de 2010 (data da última atualização), Luxemburgo confirmou 333 casos e 3 mortes pela gripe A (H1N1).

### Macedônia
O vírus da influenza A (H1N1) entrou na Macedônia em 4 de julho de 2009. Este foi o 37º país a registrar casos de gripe A no continente europeu.
Até 29 de abril de 2010 (data da última atualização), a Macedônia confirmou 2.600 casos e 26 mortes pela gripe A (H1N1).

### Malta
O vírus da influenza A (H1N1) entrou em Malta em 1 de julho de 2009. Este foi o 35º país a registrar casos de gripe A no continente europeu.
No dia 2 de julho de 2009, o Secretário do Parlamento, Mário Galea, confirmou que os doutores atendiam a dois homens portadores da gripe A depois de que eles vieram dumas férias da Espanha em 30 de junho de 2009. Outras 10 pessoas do mesmo voo apresetaram os sintomas.
Os casos da gripe A foram detectados no norte do país. Malta era, naquela data, o único país da União Europeia que não tinha reportado casos de gripe A (H1N1). No dia 3 de julho de 2009, foram confirmados 14 casos casos mais, somando um total de 16 (estando 2 deles na ilha de Gozo). Uma moça do lugar foi confirmada como uma contagiada pelo vírus em 5 de julho de 2009.
A maioria dos casos foram leves, com somente duas internações no hospital desde o dia 6 de julho de 2009. Até esse mesmo dia, o número de casos era de 24. Ironicamente, o número mais grande de casos foi registrado em Għarb (na ilha de Gozo), que é um dos povoados mais pequenos do país.
Até o dia 7 de julho de 2009, os casos confirmados eram 39. Esa quantidade elevou-se para 55 em 8 de julho. Ao dia seguinte (9 de julho), os casos confirmados elevaram-se para 60, incluindo um bebê de 9 meses na ilha de Gozo. No dia 10 de julho se confirmaram outros 9 casos (todos ubicados em Gozo, estando entre eles o primeiro adulto de 60 anos); então o número total de casos elevou-se para 69. Até o dia 11 de julho o número de casos casos confirmados era de 75. A maioria estava em Gozo, que é muito menos habitado que a ilha de Malta. No dia 12 de julho, o Departamento da Saúde maltês confirmou outros 2 casos, subindo para 77 o número de casos até esse dia. No dia 13 de julho, outros dois homens de 20 anos de idade foram confirmados com o vírus H1N1, e o total de casos confirmados era de 79. Depois, 2 mais em Gozo e 1 mais em Malta se confirmaram em 14 de julho, somando 82 casos em total. Em 2 semanas existiam uns 84 casos de gripe A (H1N1) nesta pequena república.
Duas semanas após à confirmação dos dois primeros casos em Malta, em 16 de julho outros 8 casos foram confirmados.
Até 29 de abril de 2010 (data da última atualização), o arquipélago de Malta confirmou 718 casos e 5 mortes pela gripe A (H1N1).

### Moldávia
O vírus da influenza A (H1N1) entrou na Moldávia em 30 de julho de 2009. Este foi o 41º país a registrar casos de gripe A no continente europeu.
Até 29 de abril de 2010 (data da última atualização), a Moldávia confirmou 2.524 casos e 46 mortes pela gripe A (H1N1).

### Mônaco
O vírus da influenza A (H1N1) entrou em Mónaco em 17 de junho de 2009. Este foi o 28º país a registrar casos de gripe A no continente europeu.
Mónaco informou o seu primeiro caso de gripe A (H1N1) em 17 de junho. A vítima foi um jovem monegasco que voltou dos Estados Unidos. Ele ficou na unidade de isolamento do Hospital L’archet.
Até 29 de abril de 2010 (data da última atualização), Mônaco confirmou 36 casos de gripe A (H1N1).

### Montenegro
O vírus da influenza A (H1N1) entrou em Montenegro em 22 de junho de 2009. Este foi o 30º país a registrar casos de gripe A no continente europeu.
Até 29 de abril de 2010 (data da última atualização), Montenegro confirmou 119 casos e 7 mortes pela gripe A (H1N1).

### Noruega
O vírus da influenza A (H1N1) entrou na Noruega em 9 de maio de 2009. Este foi o 14º país a registrar casos de gripe A no continente europeu.
No dia 9 de maio a Noruega confirmou seus primeiros 2 casos da nova gripe. Um rapaz e uma moça contraíram a doença no México. Ambos tiveram sintomas 'leves' e estão se recuperando bem, dizem autoridades.
Até 29 de abril de 2010 (data da última atualização), a Noruega confirmou 12.654 casos e 29 mortes pela gripe A (H1N1).

### Países Baixos
O vírus da influenza A (H1N1) entrou nos Países Baixos em 30 de abril de 2009. Este foi o 6º país a registrar casos de gripe A no continente europeu.
Até 29 de abril de 2010 (data da última atualização), os Países Baixos confirmaram 1.473 casos e 62 mortes pela gripe A (H1N1).

### Polônia
O vírus da influenza A (H1N1) entrou na Polônia em 6 de maio de 2009. Este foi o 12º país a registrar casos de gripe A no continente europeu.
A partir do dia 28 de maio, a Polónia confirmou quatro casos: um deles é o de uma mulher de 58 anos residente na cidade de Mielec, Voivodia da Subcarpácia, quem voltou dos Estados Unidos. Ela já estava em liberdade desde o hospital, pois todos os sintomas da enfermidade tinham-se curado. A partir do 8 de maio, oito casos estão sendo investigados, segundo o Instituto Nacional da Saúde Pública, e o canal de notícias TVN 24.
O Corpo Principal Sanitário de Inspetores da Polônia mantém um site na Internet que fala sobre a situação epidêmica na Polónia, que inclui diariamente atualizações do surto de gripe A (H1N1).
Desde o dia 1 de julho, a Polônia tinha 19 casos confirmados, segundo o Instituto Nacional da Saúde Pública, e o canal de notícias TVN 24. Desde o dia 22 de junho, pelo menos 200 pacientes foram antes investigados, mas as amostras deram resultado negativo. O Ministério de Assuntos Exteriores da Polónia publicou numa declaração em 25 de abril, as recomendações que os cidadãos devem considerar, como por exemplo: viagens às áreas afetadas, até que a pandemia estiver totalmente controlada.
Até 29 de abril de 2010 (data da última atualização), a Polônia confirmou 2.024 casos e 180 mortes pela gripe A (H1N1).

### Portugal

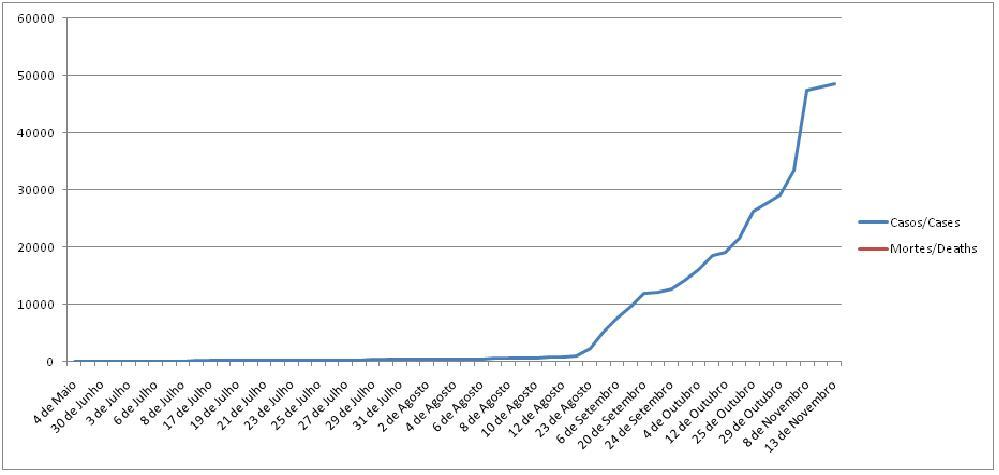
Gráfico dos casos de Gripe A/H1N1 em Portugal.

O vírus da influenza A (H1N1) entrou em Portugal em 4 de maio de 2009. Este foi o 11º país a registrar casos de gripe A no continente europeu.
Durante a manhã do dia 4 de Maio de 2009, a ministra da Saúde, Ana Jorge, confirmou o primeiro caso de infecção do vírus H1N1 em território português. A pessoa infectada foi uma portuguesa de 31 anos, mas já não apresentava risco de contágio. Jorge Torgal, director do Instituto de Higiene e Medicina Tropical, chegou a prever que era possível que em Portugal o número de infectados alcançasse o número de 2 ou 3 milhões e 75 mil mortes, mas a previsão não se confirmou, como mostra o gráfico ao lado.

### Reino Unido
O vírus da influenza A (H1N1) entrou no Reino Unido em 27 de abril de 2009. Este foi o segundo país a registrar casos de gripe A no continente europeu.
Em Londres reportou-se a 25 de abril um caso de um tripulante do voo BA242 da companhia aérea British Airways proveniente da Cidade do México, que foi hospitalizado por apresentar sintomas da gripe. Mas no dia seguinte (26 de abril) confirmou-se que ditos estudos resultaram negativos, e que esta pessoa não apresentava a gripe suína.
Até o dia 27 de abril duas pessoas estavam com a doença no país, segundo o ministro da Saúde da Escócia, Nicola Sturgeon. Os dois britânicos estiveram em tratamento, isolados num hospital em Airdrie (Escócia), próximo a Glasgow. Segundo o ministro, eles estiveram a se recuperar bem.
O número de infectados pelo vírus da influenza A (H1N1) foi em aumento, dos quais existiram casos de britânicos que não realizaram viagens a algum dos países norte-americanos.
Depois de um mês e meio de ter chegado a gripe A (H1N1) ao Reino Unido, em 14 de junho morre a primeira vítima na Europa; o paciente era da Escócia.
O governo escocês disse que o paciente morreu num hospital, e afirmou que era uma das 10 pessoas que estavam recebendo atenção médica para ser curadas.
Até 29 de abril de 2010 (data da última atualização), o Reino Unido confirmou 28.456 casos e 474 mortes pela gripe A (H1N1).

### República Tcheca
O vírus da influenza A (H1N1) entrou na República Checa em 20 de julho de 2009. Este foi o 39º país a registrar casos de gripe A no continente europeu.
Até 29 de abril de 2010 (data da última atualização), a República Tcheca confirmou 2.445 casos e 102 mortes pela gripe A (H1N1).

### Romênia
O vírus da influenza A (H1N1) entrou na Romênia em 26 de maio de 2009. Este foi o 21º país a registrar casos de gripe A no continente europeu.
No dia 26 de maio de 2009 registrou-se o primeiro caso: uma mulher que tinha viajado a Nova Iorque, Estados Unidos, foi hospitalizada ao apresentar os sintomas em Bucareste, onde os resultados do laboratório deram positivo.
Até 29 de abril de 2010 (data da última atualização), a Romênia confirmou 6.999 casos e 122 mortes pela gripe A (H1N1).

### Rússia
O vírus da influenza A (H1N1) entrou na Rússia em 29 de abril de 2009. Este foi o terceiro país a registrar casos de gripe A no continente europeu.
A Rússia proibiu a importação de carne de porco procedentes da Guatemala, Honduras, República Dominicana, Colômbia, Costa Rica, Cuba, Nicarágua, Panamá, El Salvador, e de 9 estados dos Estados Unidos (Alabama, Arizona, Arcansas, Geórgia, Cansas, Luisiana, Novo México, Oklahoma e Flórida). Também foi proibida a importação de todos os tipos de carne e produtos cárnicos procedentes do México e de 5 estados dos Estados Unidos (Califórnia, Texas, Cansas, Nova Iorque e Ohio).
O presidente deu instruções aos governadores regionais, as quais diziam que adotem medidas urgentes para evitar que se propague a gripe suína na Rússia. Dmitry Medvedev também encarregou à Presidência, no plenipotenciário enviado aos distritos federais, supervisionar pessoalmente as medidas preventivas para garantir a prevenção de enfermidades na Rússia, além de estabelecer os informes mensais sobre a situação.
No dia 1 de maio, os funcionários confirmaram que duas mulheres que vinham de viagem dos Estados Unidos estavam infectadas com a gripe A (H1N1). Elas foram ao hospital para continuar o tratamento. No dia seguinte (2 de maio), os turistas foram instruídos para não ser infectados com o novo surto.
Até o dia 29 de abril de 2010 (data da última atualização), a Rússia confirmou 25 339 casos e 604 mortes pela gripe A (H1N1).

### San Marino
O vírus da influenza A (H1N1) entrou em San Marino em 5 de novembro de 2009. Este foi o 44º país a registrar casos de gripe A no continente europeu.
Até 29 de abril de 2010 (data da última atualização), San Marino confirmou 5 casos de gripe A (H1N1).

### Sérvia
O vírus da influenza A (H1N1) entrou na Sérvia em 24 de junho de 2009. Este foi o 32º país a registrar casos de gripe A no continente europeu.
Um turista de 71 anos de Texas fez as provas necessárias para comprovar a presença do vírus da gripe A no Hospital Provincial em Novi Sad, em 30 de abril. Os resultados foram negativos.
O primeiro caso confirmado na Sérbia foi anunciado em 24 de junho. A pessoa infectada foi um cidadão montenegrino de 29 anos que mora em Belgrado, e que voltava de uma viagem à Argentina dois dias antes. Quando ele viajou através da Croácia e Alemanha com outras pessoas, eles foram submetidos à quarentena.
O segundo caso foi confirmado em 25 de junho. A pessoa infectada era uma cidadã australiana de 4 anos que visitava Sombor. No dia 26 de junho, outros três casos foram confirmados. No total, as 44 pessoas foram postas sob a vigilância da quarentena. No dia 28 de junho, 6 casos mais foram confirmados, dos quais três eram cidadãos canadenses, dois eram turistas que voltavam da Austrália e Egito, e um era um infectado que teve contato com o primeiro paciente com caso de gripe na Sérbia. Quatro casos mais foram confirmados em 1 de julho: um deles era um cidadão estado-unidense de 73 anos, e outros dois provinham da Austrália e dos Estados Unidos. No dia 2 de julho, um esportista australiano foi diagnosticado como portador da gripe. No dia 6 de julho, o número total de pacientes infectados elevou-se para 26. No dia 7 de julho, quatro casos mais foram confirmados, somando um total de 30 casos no país. No dia 8 de julho, quatro casos mais foram confirmados, somando até aquela data 34 casos.
Até 29 de abril de 2010 (data da última atualização), a Sérvia registrou 695 casos e 83 mortes pela gripe A (H1N1).

### Suécia
O vírus da influenza A (H1N1) entrou na Suécia em 6 de maio de 2009. Este foi o 13º país a registrar casos de gripe A no continente europeu.
No dia 28 de abril, pelo menos dezoito pessoas suecas fizeram os exames para comprovar se eram portadoras do vírus H1N1 depois de voltar de viagens ao México e Estados Unidos, mas os resultados saíram negativos. No dia 29 de abril, duas pessoas que tinham voltado do México com sintomas da gripe foram atestadas.
No dia 6 de maio, o Instituto sueco para o Controle de Enfermidades Infecciosas confirmou o primeiro caso da gripe A (H1N1).
O número de casos confirmados era de 2 na Suécia, com 435 casos negativos relatados desde o dia 15 de maio.
Um terceiro caso foi confirmado na sexta-feira 15 de maio, e se fez um relatório no sábado seguinte, no qual dizia que a paciente (uma mulher de sessenta anos) tinha se recuperado. Nos primeiros 3 casos, a gripe foi contraída nos Estados Unidos.
Um quarto caso foi confirmado em 28 de maio, também contraído nos Estados Unidos.
Até o dia 14 de julho, 164 casos foram confirmados. Três regiões fizeram um informe anunciando mais de 10 casos: Estocolmo, con 66; Skåne, com 30; e Västra Götaland, com 22. 28 dos 164 casos foram contagiados dentro do país.
Até 29 de abril de 2010 (data da última atualização), a Suécia confirmou 10.985 casos e 27 mortes pela gripe A (H1N1).

### Suíça
O vírus da influenza A (H1N1) entrou na Suíça em 30 de abril de 2009. Este foi o 6º país a registrar casos de gripe A no continente europeu.
O primeiro caso suspeito confirmou-se oficialmente em 27 de abril. Um jovem que acabava de regressar de férias do México foi informado pelo médico da família acerca da febre e seus sintomas. Imediatamente foi posto sob quarentena num hospital. 8 pessoas mais estiveram sob observação.
A Suíça confirmou seu primeiro caso da gripe suína em uma estudante de 19 anos que acabava de voltar do México no dia 30 de abril. O hospital disse numa declaração de que o Centro Nacional da Gripe, em Genebra, confirmou a doença pouco depois de que a estudante foi liberada por erro na jornada anterior.
A Suíça confirmou seu segundo caso da gripe suína numa jovem de 24 anos. Ela voltava duma viagem ao México e Estados Unidos, e esteve internada no Hospital de Berna.
No dia 24 de maio, um terceiro caso de gripe suína anunciou-se em uma mulher que voltou de Washington DC. Já foi dada de alta e retornou para sua casa em Basileia.
Até 29 de abril de 2010 (data da última atualização), a Suíça registrou 11 221 casos e 18 mortes pela gripe A (H1N1).

### Ucrânia
O vírus da influenza A (H1N1) entrou na Ucrânia em 2 de junho de 2009. Este foi o 27º país a registrar casos de gripe A no continente europeu.
A Ucrânia registrou primeiramente um caso só, mas segundo o governo ucraniano, outra gripe afetou a este país confundindo-a com a gripe A (H1N1).[carece de fontes?]
Até 29 de abril de 2010 (data da última atualização), a Ucrânia confirmou 494 casos e 213 mortes pela gripe A (H1N1).

## Cronologia
| País ou dependência  | Confirmação do primeiro caso |
| -------------------- | ---------------------------- |
| Espanha              | 26 de abril de 2009          |
| Reino Unido          | 27 de abril de 2009          |
| Alemanha             | 29 de abril de 2009          |
| Áustria              | 29 de abril de 2009          |
| Irlanda              | 30 de abril de 2009          |
| Países Baixos        | 30 de abril de 2009          |
| Suíça                | 30 de abril de 2009          |
| Dinamarca            | 1 de maio de 2009            |
| França               | 7 de maio de 2009            |
| Itália               | 2 de maio de 2009            |
| Portugal             | 4 de maio de 2009            |
| Polônia              | 6 de maio de 2009            |
| Suécia               | 6 de maio de 2009            |
| Noruega              | 9 de maio de 2009            |
| Finlândia            | 11 de maio de 2009           |
| Bélgica              | 13 de maio de 2009           |
| Grécia               | 18 de maio de 2009           |
| Rússia               | 22 de maio de 2009           |
| Islândia             | 23 de maio de 2009           |
| República Tcheca     | 25 de maio de 2009           |
| Romênia              | 26 de maio de 2009           |
| Eslováquia           | 28 de maio de 2009           |
| Hungria              | 29 de maio de 2009           |
| Estônia              | 30 de maio de 2009           |
| Bulgária             | 1 de junho de 2009           |
| Luxemburgo           | 2 de junho de 2009           |
| Ucrânia              | 2 de junho de 2009           |
| Ilha de Man          | 12 de junho de 2009          |
| Mônaco               | 17 de junho de 2009          |
| Jersey               | 18 de junho de 2009          |
| Eslovênia            | 19 de junho de 2009          |
| Montenegro           | 22 de junho de 2009          |
| Letônia              | 23 de junho de 2009          |
| Sérvia               | 24 de junho de 2009          |
| Lituânia             | 26 de junho de 2009          |
| Bósnia e Herzegovina | 29 de junho de 2009          |
| Malta                | 1 de julho de 2009           |
| Croácia              | 3 de julho de 2009           |
| Macedônia            | 4 de julho de 2009           |
| Andorra              | 11 de julho de 2009          |
| Albânia              | 20 de julho de 2009          |
| Gibraltar            | 24 de julho de 2009          |
| Kosovo               | 27 de julho de 2009          |
| Moldávia             | 30 de julho de 2009          |
| Acrotiri e Dhekélia  | 3 de agosto de 2009          |
| Liechtenstein        | 6 de agosto de 2009          |
| Bielorrússia         | 19 de agosto de 2009         |
| San Marino           | 5 de novembro de 2009        |

| País ou dependência  | Confirmação da primeira morte |
| -------------------- | ----------------------------- |
| Reino Unido          | 14 de junho de 2009           |
| Espanha              | 30 de junho de 2009           |
| Hungria              | 22 de julho de 2009           |
| Bélgica              | 30 de julho de 2009           |
| França               | 30 de julho de 2009           |
| Países Baixos        | 4 de agosto de 2009           |
| Irlanda              | 7 de agosto de 2009           |
| Malta                | 18 de agosto de 2009          |
| Grécia               | 23 de agosto de 2009          |
| Suécia               | 31 de agosto de 2009          |
| Noruega              | 3 de setembro de 2009         |
| Itália               | 4 de setembro de 2009         |
| Luxemburgo           | 17 de setembro de 2009        |
| Portugal             | 24 de setembro de 2009        |
| Alemanha             | 25 de setembro de 2009        |
| Bulgária             | 30 de setembro de 2009        |
| Islândia             | 20 de outubro de 2009         |
| Sérvia               | 21 de outubro de 2009         |
| República Tcheca     | 22 de outubro de 2009         |
| Finlândia            | 24 de outubro de 2009         |
| Moldávia             | 26 de outubro de 2009         |
| Rússia               | 27 de outubro de 2009         |
| Ucrânia              | 30 de outubro de 2009         |
| Croácia              | 31 de outubro de 2009         |
| Áustria              | 2 de novembro de 2009         |
| Eslovênia            | 3 de novembro de 2009         |
| Bielorrússia         | 4 de novembro de 2009         |
| Letônia              | 9 de novembro de 2009         |
| Polônia              | 13 de novembro de 2009        |
| Kosovo               | 14 de novembro de 2009        |
| Bósnia e Herzegovina | 16 de novembro de 2009        |
| Lituânia             | 18 de novembro de 2009        |
| Macedônia            | 18 de novembro de 2009        |
| Dinamarca            | 20 de novembro de 2009        |
| Estônia              | 23 de novembro de 2009        |
| Romênia              | 23 de novembro de 2009        |
| Montenegro           | 1 de dezembro de 2009         |
| Albânia              | 3 de dezembro de 2009         |

## Conselho Europeu
Em Junho de 2010, a conclusão de um relatório aprovado pela assembleia parlamentar do Conselho da Europa, após investigação chefiada pelo deputado britânico Paul Flynn, acusou a Organização Mundial de Saúde (OMS) de ter «sobrestimado o vírus H1N1.» e denunciou o «desperdício de fundos públicos na compra de vacinas» e as «ligações entre os peritos da OMS e a indústria farmacêutica».
Acrescido a isso e a confirmar o que terá acontecido, um relatório publicado pelo British Medical Journal revela que as recomendações da OMS teriam sido redigidas por técnicos, contratados como consultores por vários laboratórios farmacêuticos.